# Futbol'nyj Klub Illičivec' 2011-2012
Questa voce raccoglie le informazioni riguardanti il Futbol'nyj Klub Illičivec' nelle competizioni ufficiali della stagione 2011-2012.

## Rosa
| N. |                    | Ruolo | Calciatore                |
| -- | ------------------ | ----- | ------------------------- |
| 2  | Ucraina (bandiera) | C     | Oleksij Poljans'kyj       |
| 3  | Ucraina (bandiera) | D     | Dmytro Nevmyvaka          |
| 5  | Ucraina (bandiera) | C     | Adrian Pukanyč (capitano) |
| 6  | Ucraina (bandiera) | C     | Dmytro Hrečyškin          |
| 7  | Ucraina (bandiera) | D     | Serhij Ševčuk             |
| 8  | Ucraina (bandiera) | C     | Ihor Čajkovs'kyj          |
| 9  | Ucraina (bandiera) | C     | Kostjantyn Jarošenko      |
| 11 | Ucraina (bandiera) | A     | Ruslan Fomin              |
| 12 | Ucraina (bandiera) | P     | Rustam Khudzhamov         |
| 14 | Ucraina (bandiera) | D     | Artem Savin               |
| 17 | Ucraina (bandiera) | C     | Vitalij Fedotov           |
| 19 | Ucraina (bandiera) | C     | Ihor Tyschenko            |
| 20 | Ucraina (bandiera) | D     | Maksym Koval'ov           |

| N. |                     | Ruolo | Calciatore           |
| -- | ------------------- | ----- | -------------------- |
| 21 | Ucraina (bandiera)  | D     | Serhij Javors'kyj    |
| 23 | Ucraina (bandiera)  | P     | Ihor Bažan           |
| 25 | Ucraina (bandiera)  | C     | Vladyslav Nasibulin  |
| 29 | Ucraina (bandiera)  | C     | Denys Kožanov        |
| 30 | Ucraina (bandiera)  | P     | Mykyta Ševčenko      |
| 32 | Ucraina (bandiera)  | D     | Mykola Ischenko      |
| 39 | Ucraina (bandiera)  | C     | Vitalij Vicenec'     |
| 77 | Ucraina (bandiera)  | D     | Artem Putivcev       |
| 80 | Georgia (bandiera)  | C     | Tornik'e Okriashvili |
| 89 | Lettonia (bandiera) | C     | Ritvars Rugins       |
| 91 | Ucraina (bandiera)  | D     | Bohdan Butko         |
| 92 | Ucraina (bandiera)  | A     | Pylyp Budkivs'kyj    |